# George Hearn (dirigeant)
George Hearn, né en octobre 1867 et mort le 10 décembre 1949, est considéré comme un des pionniers de la natation au XXe siècle.
Il est président de l'Amateur Swimming Association, l'organisme dirigeant la natation anglaise. À l'occasion des Jeux olympiques de 1908 à Londres, il invite les dirigeants des autres fédérations de natation présents dans la capitale britannique (Allemagne, Belgique, Danemark, Finlande, Hongrie et Suède) à réfléchir à la mise en place d'un organe international. La réunion débouche sur la création de la Fédération internationale de natation. Il en est le président de 1908 à 1924.
En 1986, il est fait membre de l'International Swimming Hall of Fame, en tant que « pionnier ».

## Sources
- Biographie sur le site de la Fédération anglaise de natation